# جورج بکویث
جورج بکویث (انگلیسی: George Beckwith؛ 1753 – 20 march ۱۸۲۳ (۶۹−۷۰ سال)) فرد نظامی اهل پادشاهی بریتانیای کبیر بود. وی همچنین برندهٔ جوایزی همچون نشان حمام شده‌است.